# 山本荘毅
山本 荘毅（やまもと そうき、1914年5月1日 - 1999年2月14日）は、日本の地理学者・陸水学者。専門は、地下水水文学。筑波大学名誉教授、東京成徳短期大学名誉教授。

## 経歴
出生から修学期
1914年、千葉県銚子市に生まれた。千葉県立匝瑳中学校（現在の千葉県立匝瑳高等学校）、千葉県師範学校本科第2部、東京高等師範学校文科第四部（地歴）を経て、東京文理科大学地学科に入学した。地理学専攻で学び、1940年に卒業。
満鉄勤務時代
卒業後は南満州鉄道に就職して、地下水資源の開発にあたった。
戦後
戦後は農林省に技官として勤務し、アメリカ地質調査所へ留学。その後は地盤沈下調査事務所長も務めた。1952年、学位論文『満洲の地下水の水理地質学的研究』を東京大学に提出して理学博士を取得した。
1963年7月、農地局総務課監査官を辞して東京教育大学理学部教授に転じた。地学科地理学専攻では水収支論講座を担当。筑波大学への移行にともなって同大学教授となり、1978年に定年退官し名誉教授となった。退官後は立正大学教授となり、さらに1985年に東京成徳短期大学教授、同学園常務理事となった。
学界では日本地理学会のほか日本第四紀学会や日本水文科学会に所属し、会長を務めた。日本学術会議会員（第8・9期）に選出され、また各種の公的な委員なども多数つとめた。1999年、東京都で心筋梗塞のため死去。
委員、役員ほか
- 日本第四紀学会会長
- 日本水文科学会会長
- 国際水文科学協会(IAHS)国際地下水コミッション総裁
- ユネスコ・国際水文学計画(IHP)地盤沈下ワーキンググループ委員
- 日本学術会議会員(第8・9期)
- 資源調査会委員
- 原子力安全委員会原子炉安全専門審査会審査委員
- 中央公害対策審議会委員

## 受賞・栄典
- 1985年11月：勲三等旭日中綬章を受章[1]。

## 研究内容・業績
1990年の時点でまとめられた「山本荘毅先生 略歴・著作目録」によると、業績は論文等 933編、著書・編著書 16冊、分担執筆等 30冊 などに及ぶ。

## 著作

### 単著
- 『地下水調査法：最近の理論と技術を中心として』古今書院(形成選書) 1953
  - 新版 1983年
- 『地下水探査法』地球出版 1962
  - 改訂増補版 1966年
- 『揚水試験と井戸管理』昭晃堂(水・シリーズ) 1962
- 『陸水』共立出版(地球科学講座) 1968

### 共編著
- 『電気探査の土木地質学的研究』志村馨と共編著、古今書院 1959
- 『地下水：そのうもれた資源をいかすコツ』柴崎達雄と共著、畑地かんがい研究会 1959
  - 改訂版 1966年
- 『扇状地の水循環：環境システム論序説』榧根勇と共著、古今書院 1971
- 『国土と人権：国土問題の総合的分析』西山夘三・山崎不二夫と共編著、時事通信社 1974
- 『図説水文学』高橋裕と共著、共立出版(水文学講座) 1987